# Sanguinaria
Сангвінарія канадська (Sanguinaria canadensis) — вид рослини монотипового роду Sanguinaria, що належить до родини Макові.

## Назва
В англійській мові має назву «кривавий корінь» (англ. bloodroot) через червоного кольору живицю. Латинська назва роду походить від (лат. sanguinarius) і також перекладається як кривавий.

## Будова
Рослина заввишки 25 см. Під час цвітіння досягає лише половини свого зросту. Має підземні ризоми, що при розрізі виділяють жовто-червоний сік. Квіти завширшки 5 см, мають 12 білих пелюсток та жовтий центр. Починає квітнути у кінці зими і продовжує до весни. Насіння сангвінарії мають елайосоми і їх розносять мурахи.

## Поширення та середовище існування
Зростає на сході США.

## Практичне використання
Корінні американці використовували рослину у народній медицині, для отримання барвника.
Вирощується як декоративна рослина.

## Галерея

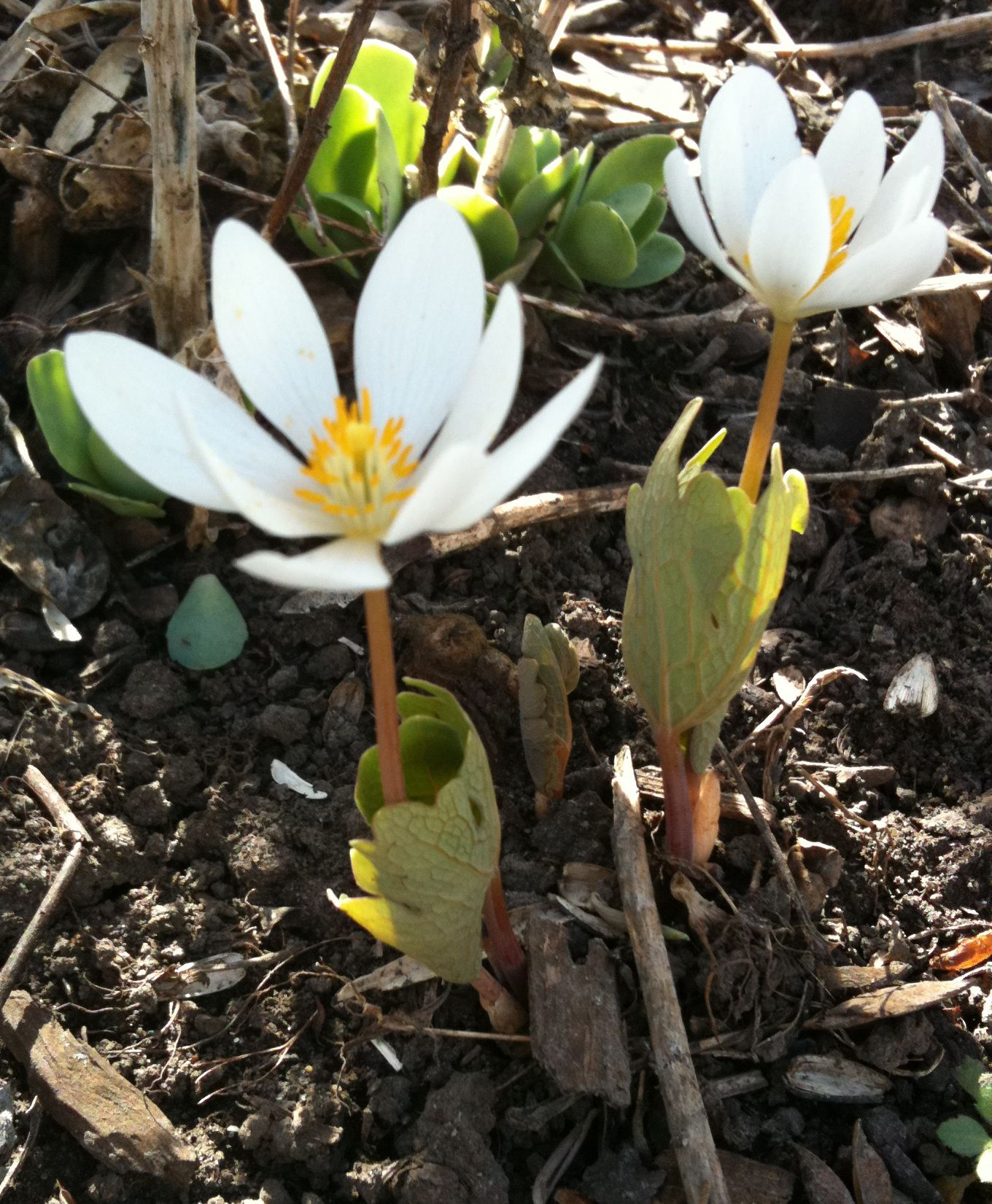
Квітка
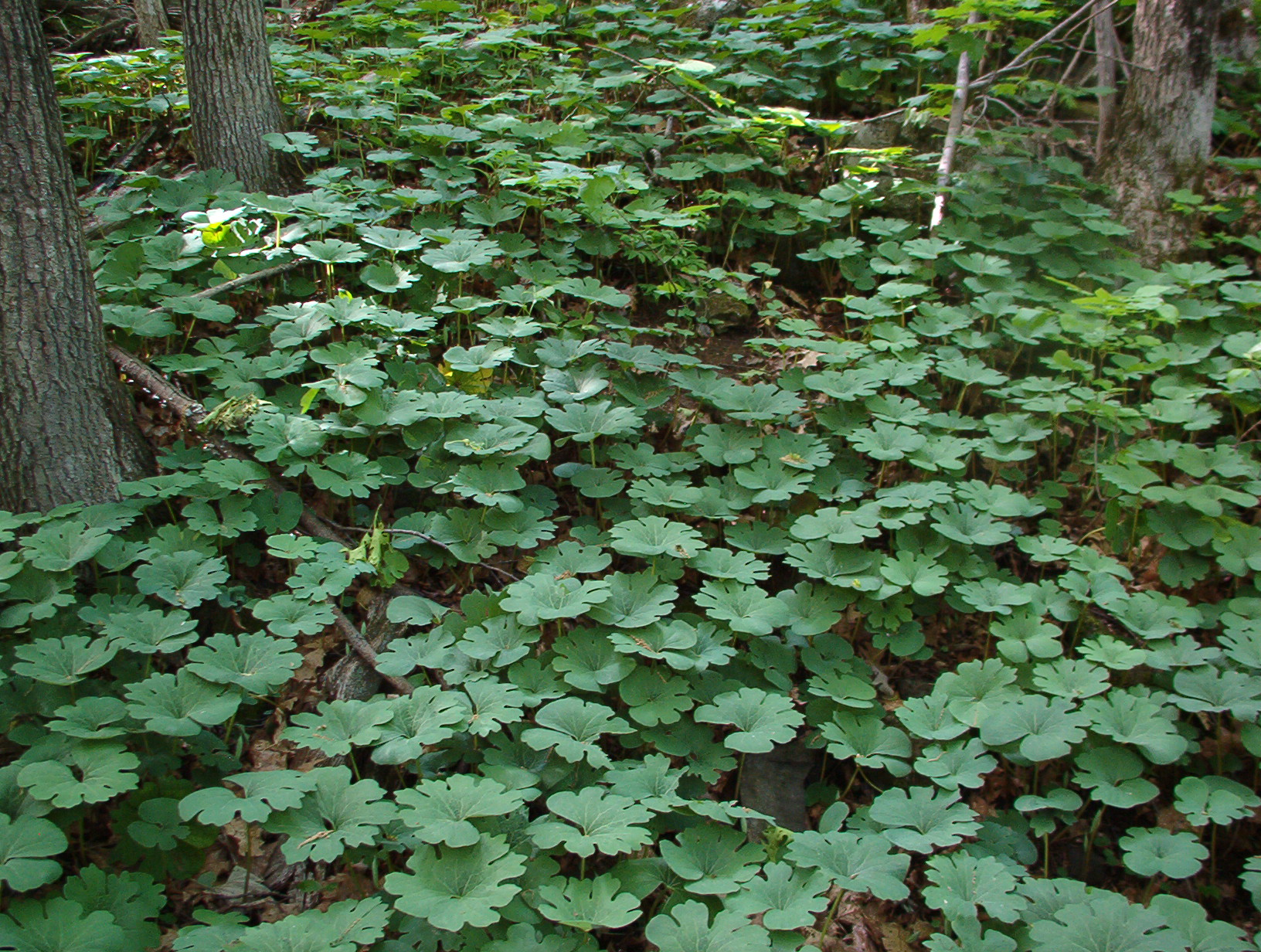
Зарості
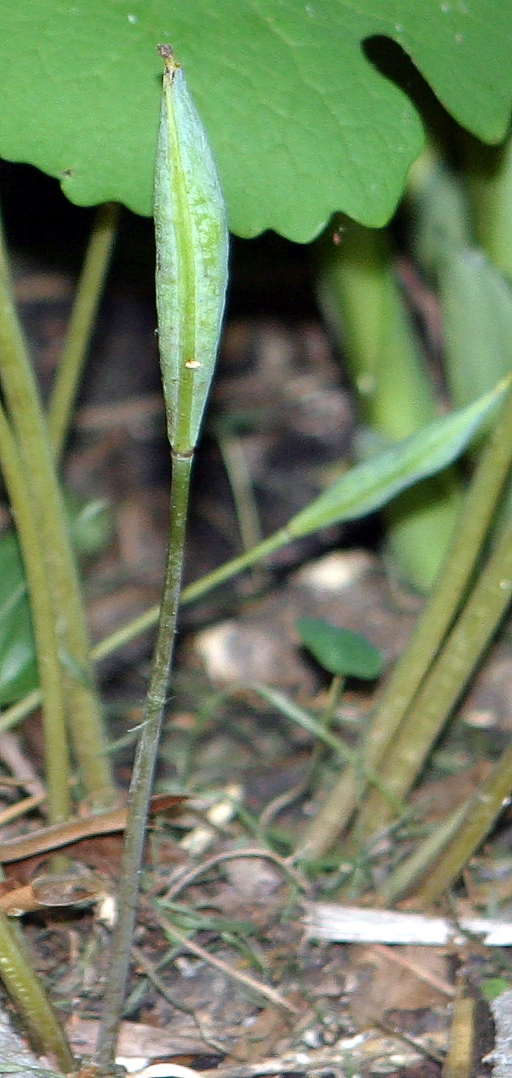
Плід
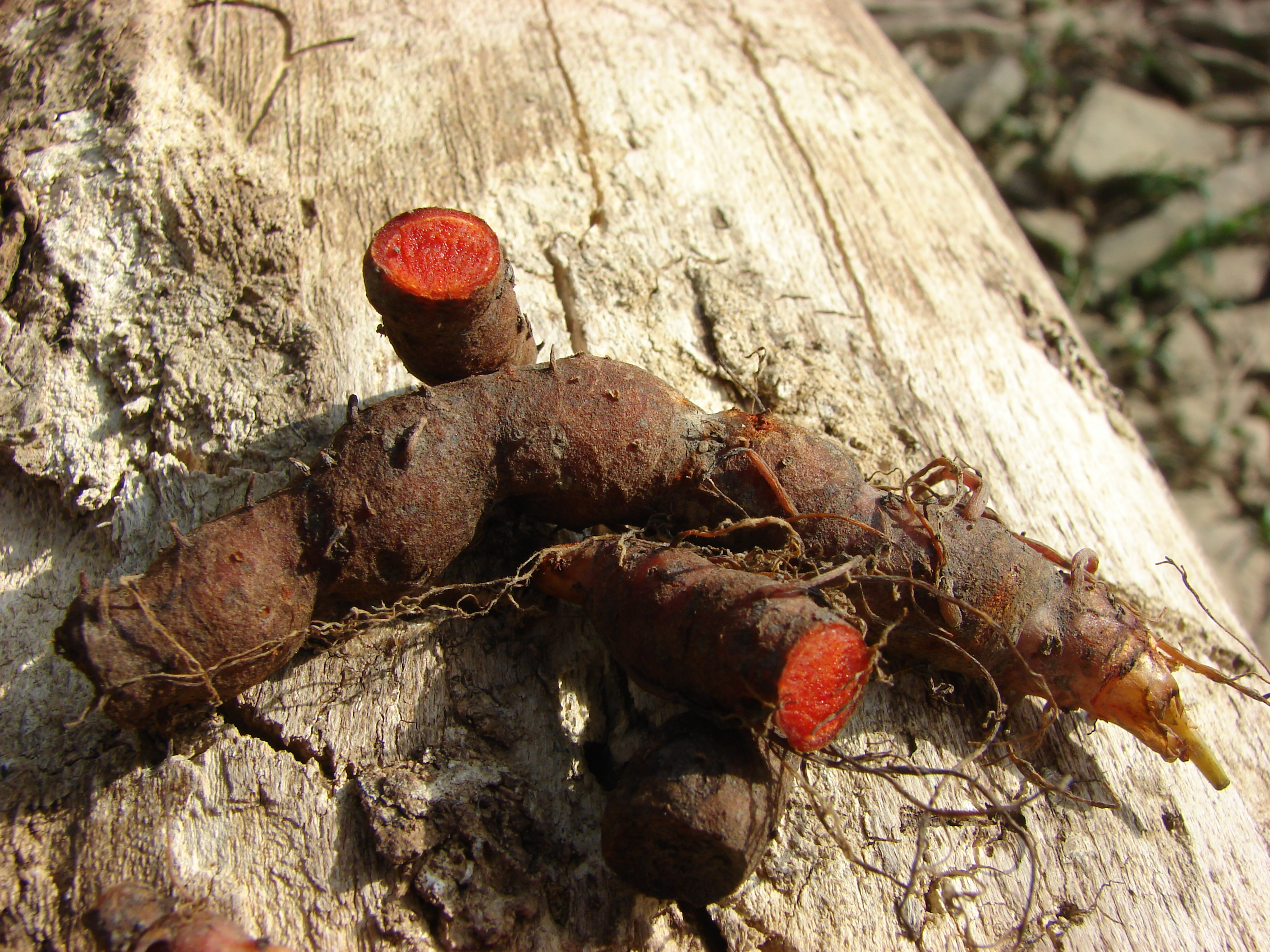
Коріння
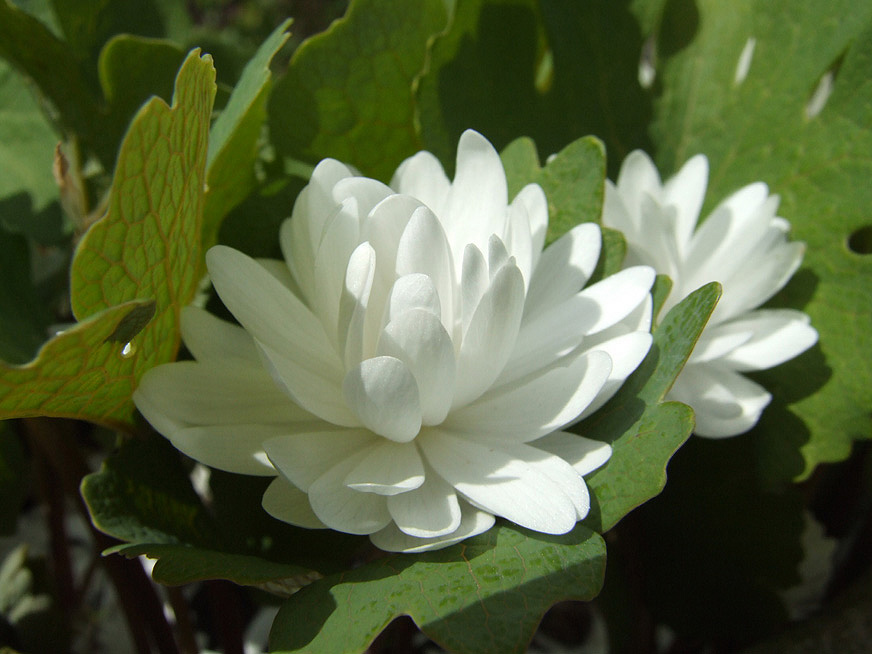
Махрова форма